# De Moivreova formula
De Moivreova formula nazvana je po Abrahamu de Moivreu  (1667. – 1754.) francuskom matematičaru i izražava da za bilo koji realni broj x te cjelobrojni n, vrijedi da je
{\displaystyle \left(\cos x+i\sin x\right)^{n}=\cos \left(nx\right)+i\sin \left(nx\right).\,}
Ova formula je važna jer povezuje trigonometrijske funkcije s kompleksnim brojevima. Formula vrijedi i ako je x kompleksna veličina. Razvojem lijeve strane i zatim uspoređujuće realne i imaginarne dijelove pod pretpostavkom da je x realni broj mogu se izvesti izrazi za cos(nx) i sin(nx) izraženi s cos(x) and sin(x). Štoviše, uz pomoć formule mogu se naći eksplicitni izrazi za n-ti korijen iz jedan, uzimajući u obzir da lijeva strana jednakosti predstavlja ustvari kompleksni broj z tako da je zn = 1.

## Izvod
Premda povijesno dokazana ranije, de Moivreova formula može se jednostavno izvesti iz Eulerove formule kako slijedi
{\displaystyle e^{ix}=\cos x+i\sin x\,}
{\displaystyle \left(e^{ix}\right)^{n}=e^{inx}.\,}
i koristeći Eulerovu formulu slijedi da je
{\displaystyle e^{i(nx)}=\cos(nx)+i\sin(nx).\,}

## Necjelobrojne potencije
Za razliku od Eulerove formule koja je istinita i za necjelobrojni n, de Moivreova formula općenito ne vrijedi za necjelobrojne n, a zbog toga što necjelobrojna potencija kompleksnog broja može imati mnogo različitih vrijednosti. Izvod de Moivreove formule uključuje potenciranje kompleksnog broja na n-tu potenciju, dok Eulerova formula uključuje kompleksnu potenciju pozitivnog realnog broja i ima zato uvijek jedinstven iznos. Na primjer
za x = 0 and n = 1/2 formula daje 11/2 = 1
za x = 2π and n = 1/2 formula daje 11/2 = −1
Kako su kutovi 0 i 2π jednaki, iz formule nalazimo različite vrijednosti za isti izraz. Vrijednost kvadratnog korijena nije, dakle, jedinstvena. Takva poteškoća se ne pojavljuje ako koristimo Eulerovu formulu
ei0 = 1
eiπ = −1

## Dokaz indukcijom (za cjelobrojni n)
Razmatramo tri slučaja.
Za n > 0, razmatramo najjednostavniji slučaj gdje je n = 1 i formula, očito, vrijedi. Pretpostavimo da je formula istinita i za neki cjelobrojni k, što znači da pretpostavljamo da je
{\displaystyle \left(\cos x+i\sin x\right)^{k}=\cos \left(kx\right)+i\sin \left(kx\right).\,}
Razmotrimo sada slučaj gdje je n = k + 1
{\displaystyle {\begin{alignedat}{2}\left(\cos x+i\sin x\right)^{k+1}&=\left(\cos x+i\sin x\right)^{k}\left(\cos x+i\sin x\right)\\&=\left[\cos \left(kx\right)+i\sin \left(kx\right)\right]\left(\cos x+i\sin x\right)&&\qquad {\mbox{hipotezom indukcije}}\\&=\cos \left(kx\right)\cos x-\sin \left(kx\right)\sin x+i\left[\cos \left(kx\right)\sin x+\sin \left(kx\right)\cos x\right]\\&=\cos \left[\left(k+1\right)x\right]+i\sin \left[\left(k+1\right)x\right].&&\qquad {\mbox{trigonometrijskim identitetima}}.\end{alignedat}}}
Zaključili smo da je formula istinita za n = k + 1 kada je istinita i za n = k. Slijedeći princip matematičke indukcije slijedi i da je formula istinita i za sve cjelobrojnen≥1.
Kada je n = 0 formula je očito također istinita jer je {\displaystyle \cos(0x)+i\sin(0x)=1+i0=1}, i prema definiciji {\displaystyle z^{0}=1}.
Kada je n < 0, razmatramo pozitivni cjelobrojni m tako da je n = −m, odnosno  
{\displaystyle {\begin{aligned}\left(\cos x+i\sin x\right)^{n}&=\left(\cos x+i\sin x\right)^{-m}\\&={\frac {1}{\left(\cos x+i\sin x\right)^{m}}}\\&={\frac {1}{\left(\cos mx+i\sin mx\right)}}\\&=\cos \left(mx\right)-i\sin \left(mx\right)\\&=\cos \left(-mx\right)+i\sin \left(-mx\right)\\&=\cos \left(nx\right)+i\sin \left(nx\right).\end{aligned}}}
Stoga, formula je istinita za sve cjelobrojne vrijednost n.

## Generalizacija
Formula je istinita i u općenitijem slučaju, tj. ako su z i w kompleksni brojevi. Tada je
{\displaystyle \left(\cos z+i\sin z\right)^{w}}
višeznačna funkcija, dok  
{\displaystyle \cos(wz)+i\sin(wz)\,}
nije višeznačna funkcija. Zato možemo ustvrditi da je 
{\displaystyle \cos(wz)+i\sin(wz)\,}     
jedna vrijednost od
     {\displaystyle \left(\cos z+i\sin z\right)^{w}.\,}

## Primjene
De Moivreova formula se može primijeniti u cilju nalaženja n-tog korijena iz kompleksnog broja. Formula se, istina, ne koristi izravno u njezinu izvornom smislu jer potencija nije cjelobrojna, no može se ustvrditi da ako je {\displaystyle z} kompleksni broj zadan u polarnim koordinatama kao
{\displaystyle z=r\left(\cos x+i\sin x\right),\,}
tada je 
{\displaystyle z^{{}^{\frac {1}{n}}}=\left[r\left(\cos x+i\sin x\right)\right]^{{}^{\frac {1}{n}}}=r^{{}^{\frac {1}{n}}}\left[\cos \left({\frac {x+2k\pi }{n}}\right)+i\sin \left({\frac {x+2k\pi }{n}}\right)\right]}
gdje je {\displaystyle k} cijeli broj. Kako bi se našlo {\displaystyle n} različitih korijena od {\displaystyle z} moraju se razmatrati različite vrijednosti {\displaystyle k} i to od {\displaystyle k=0} do {\displaystyle k=n-1}.